# Lajos Kada

Erzbischofswappen von Lajos Kada

Lajos Kada (* 16. November 1924 in Budapest; † 26. November 2001 ebenda) war ein römisch-katholischer Erzbischof und Diplomat des Heiligen Stuhls.

## Leben
Nach dem Studium der Katholischen Theologie empfing Kada am 10. Oktober 1948 die Priesterweihe. Er trat 1957 in den Diplomatischen Dienst des Heiligen Stuhles ein. Dort war er kurzzeitig im Staatssekretariat tätig und wirkte anschließend in den Vertretungen des Heiligen Stuhls in Pakistan, Skandinavien, Deutschland und Argentinien. 1971 wurde er erneut an die Kurie berufen und wurde im Päpstlichen Rat „Cor Unum“ tätig, für den er 1973 zum Untersekretär ernannt wurde.
Am 20. Juni 1975 ernannte ihn Papst Paul VI. zum Titularerzbischof von Thibica und zum Apostolischen Nuntius in Costa Rica. Die Bischofsweihe spendete ihm am 20. Juli 1975 Kardinalstaatssekretär Jean-Marie Villot; Mitkonsekratoren waren die Kurienbischöfe Giovanni Benelli und Corrado Bafile. Papst Johannes Paul II. berief ihn 15. Oktober 1980 zum Nuntius in El Salvador und am 8. April 1984 zum Sekretär der Kongregation für den Gottesdienst und die Sakramentenordnung. Ab dem 22. August 1991 war er als Nuntius in der Bundesrepublik Deutschland tätig. In seine Amtszeit fiel hier unter anderem die Errichtung neuer Diözesen in Ostdeutschland nach der Wiedervereinigung, deren er sich besonders annahm. Am 22. September 1995 wurde Kada zum Nuntius in Spanien ernannt und am 6. März 1996 zudem zum Nuntius in Andorra berufen. Schlagzeilen machte Kada, als 2001 bekannt wurde, dass er als Nuntius in Spanien in die Vertuschung eines mutmaßlichen Betrugsfalls beim Verkauf von Kunstwerken verwickelt war. Den Fall hatte Mons. José Luis Irízar, der von 1995 bis 2001 die Päpstlichen Missionswerke in Spanien leitete, bei der Apostolischen Signatur angezeigt und dokumentiert.
Am 1. März 2000 nahm Johannes Paul II. Kadas aus Altersgründen vorgebrachtes Rücktrittsgesuch an. Sein letztes Lebensjahr verbrachte er in seiner Privatvilla in Ungarn.